# Condition des femmes au Togo
La condition des femmes au Togo est intimement liée à l'histoire du pays et à sa lutte pour l'indépendance, qui remontent à plusieurs décennies. Depuis lors, les femmes ont joué un rôle crucial dans la société togolaise en militant pour leurs droits et leur émancipation. Bien que des progrès aient été constatés ces dernières décennies en matière de législation visant à promouvoir la parité, l'espérance de vie, ainsi que l'accès à l'emploi, à l'éducation et à la santé, des défis persistants demeurent. Des mesures législatives ont été prises pour réduire toutes les formes d'inégalités, y compris les discriminations basées sur le genre, la violence domestique, les stéréotypes de genre et les disparités économiques, en prenant en compte le poids des traditions. Cependant, malgré ces efforts, des défis persistants, notamment liés au poids des traditions et de la culture, continuent d'entraver le progrès vers l'égalité des sexes au Togo.

## Histoire
L’histoire des femmes au Togo est marquée par leur combat pour l’émancipation et les droits. Elles ont joué un rôle crucial dans la lutte pour l’indépendance du pays et continuent de militer pour leurs droits. La participation des femmes à la vie politique a augmenté, avec une représentation parlementaire passant de 1,2 % en 1997 à 18,7 % en 2020.

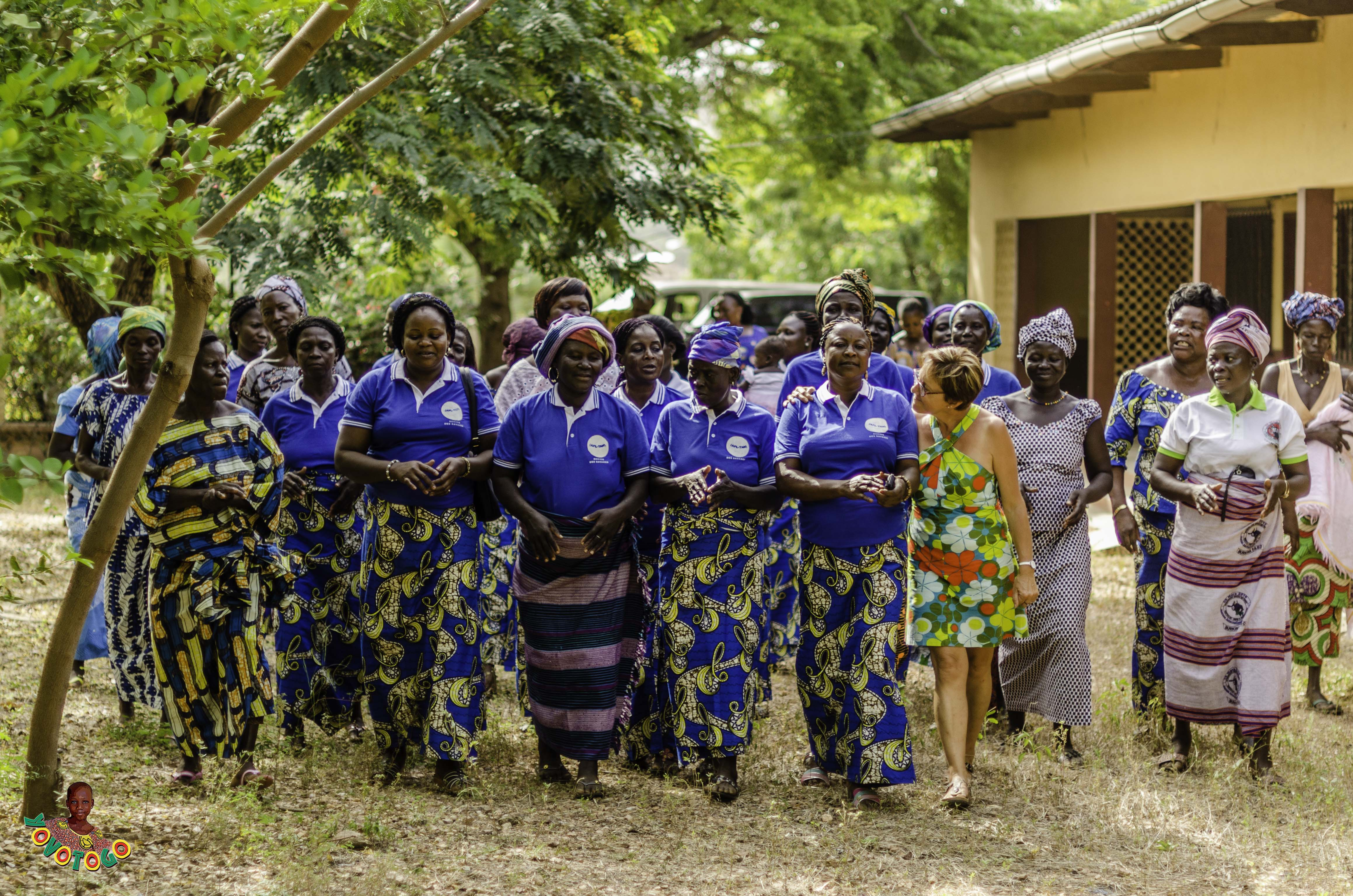
Des femmes qui luttent pour leurs droits.

En 2016, le Togo a été classé 134e à l’Indice de l’inégalité fondée sur le sexe par ONU Femmes.

## Problématiques sociales

### Participation à la vie économique
Les femmes togolaises jouent un rôle crucial dans l'économie du pays, tant dans le secteur formel que dans l'économie informelle et représentent environ 51% de la population active totale du pays, avec une forte concentration dans les secteurs agricole, commercial et artisanal.
Cependant, malgré leur contribution significative à l'économie, les femmes au Togo font face à de nombreux obstacles, notamment des inégalités salariales, des difficultés d'accès aux ressources financières et aux marchés, ainsi que des normes sociales et culturelles discriminatoires. Selon une étude de la Banque Mondiale, les femmes entrepreneurs au Togo sont confrontées à des taux d'intérêt plus élevés et à un accès limité aux services financiers par rapport à leurs homologues masculins. Des initiatives sont mises en place pour promouvoir l'autonomisation économique des femmes au Togo, telles que des programmes de formation professionnelle, des services de microfinance et des projets de développement rural axés sur les femmes. Des organisations telles que l'Agence Nationale de Promotion et de Garantie de Financements pour les femmes Entrepreneures (ANPGF-Togo) travaillent également à renforcer le rôle des femmes dans l'économie en fournissant un soutien financier et technique.

### Mariage
Le mariage au Togo comme dans beaucoup de pays africains est une institution sociale profondément enracinée dans l'histoire et la culture du pays depuis la colonisation ou les mariages sont arrangés par les familles et pouvaient revêtir différentes formes selon les groupes ethniques. Il est observé plusieurs formes de mariage au Togo, allant du mariage civil au mariage religieux (chrétien, musulman) en passant par le mariage coutumier ou la dot considéré comme le premier et la condition pour accéder à toutes les autres formes de mariage et qui a un caractère symbolique selon le Code togolais des personnes et de la famille.

« Verser ou accepter une dot, c’est comme dire “oui” devant le maire
C’est un rite qui a survécu à la période coloniale, alors même que des colons, notamment français, s’en offusquaient. 
Une longévité qui tient à sa double – et parfois triple – légitimité : coutumière, légale et religieuse (la dot est mentionnée à plusieurs reprises dans la Bible et le Coran. »

— Fatou Sow, https://www.jeuneafrique.com/mag/258739/societe/dot-en-afrique-maries-a-tout-prix/

### Accès à l'éducation

Jeunes filles à l'école en 1962.

En 2022, la situation de la scolarisation des filles reste encore préoccupante au Togo. Le taux de scolarisation est estimé à 55 % chez les filles contre 78 % chez les garçons. Cette baisse s’accentue dans les régions les plus pauvres. Dans la région des Savanes par exemple, le taux d’alphabétisation des femmes est de seulement 15 %, tandis que celui des hommes est de 46 % selon l’UNESCO. Il y a plusieurs facteurs concernant la non scolarisation des jeunes femmes. La première relève de l'idéologie. Les conceptions ancrées concernant les rôles des filles comme dispensatrices de soins, mères, épouses et ménagères influent sur les perceptions de la valeur de l’éducation des filles et les choix de vie et de carrière qui leur sont disponibles. Ensuite, une des raisons de la déscolarisation des filles est due à l'argent. Les familles n'ont parfois pas les moyens de scolariser leurs enfants et dans certains cas privilégient leurs garçons. Pour terminer, les filles sont souvent vouées à épouser des hommes très tôt ainsi qu'à enfanter. Elles ne peuvent donc pas suivre de programme scolaire ni faire d'études.
De plus, le Togo doit surmonter encore un bon nombre d’obstacles en vue de poursuivre la réduction des inégalités sexuelles. En effet, outre les taux de redoublement et les taux d’abandon plus élevés chez les filles que chez les garçons et les taux féminins de réussite aux examens plus faibles, les taux de passage des filles d’un degré à l’autre s’avèrent inférieurs à ceux des garçons. Les filles sont particulièrement défavorisées et sous-représentées au collège : elles ne sont que 24 % à terminer la classe de 3e, contre 45 % pour les garçons. D’autre part, l’absence de politiques en faveur de l’emploi féminin constitue un facteur déterminant dans le renoncement des filles et de leurs parents à la poursuite des études dans le secondaire.
Ainsi, les adolescentes et les jeunes femmes en particulier n'ont encore que de faibles chances de terminer leurs études secondaires et de retarder la formation prématurée d'une famille.
Néanmoins certaines actions sont mises en place pour aider les jeunes filles. L'UNESCO lance par exemple ses activités du projet « Ressources éducatives » au Togo.

### Polygamie
La polygamie au Togo est un phénomène encore répandu aujourd'hui. Elle est légale selon le Code des personnes et de la famille. Ce phénomène est pratiqué majoritairement par les élites dirigeantes, c'est-à-dire les personnalités politiques. D’après une directrice de recherche émérite de l’Institut national d'études démographiques de Paris, la polygamie parmi les élites est le plus souvent pratiquée sans cohabitation, parce que « ces élites ont des revenus suffisants pour installer leurs épouses dans des résidences différentes ». La polygamie est néanmoins pratiquée sous conditions. Par exemple, un homme qui souhaiterait prendre une seconde voire une troisième épouse doit nécessairement être capable de les soutenir financièrement et les traiter équitablement.
Christian Eninam Trimua, ministre des Droits de l'homme, de la Formation à la citoyenneté et des Relations avec les institutions de la République, et porte-parole du gouvernement du Togo a indiqué lors du rapport périodique du Togo en 2021 que l'article 42 du Code des personnes et de la famille avait pris en compte l'évolution sociale en ce qui concerne la polygamie. Elle est désormais une exception, alors que la monogamie est la règle.

### Violences contre les femmes et luttes
Au Togo, les femmes et les jeunes filles font face à une triste réalité : diverses formes de violence, qu’elles soient physiques, sexuelles, psychologiques, ou économiques, touchent tous les pans de la société, sans distinction d’éducation, de culture ou de religion. Ces actes destructeurs laissent des séquelles profondes pour les victimes, qu’ils se produisent dans l’espace public ou en privé.
Dans son rapport alternatif intitulé « Violence contre les femmes au Togo », qui a été soumis au Comité, l’Organisation mondiale contre la torture (OMCT) exprime ses sérieuses préoccupations face aux fréquents actes de violence contre les femmes, tant dans la sphère privée qu’au niveau communautaire et de la part des agents de l’État. Le taux d'acceptation des violences faites aux femmes parmi les femmes âgées de 15 à 49 ans (28,7 %) est en dessous des taux enregistrés dans les pays pairs, notamment au Bénin (31,8 %), au Sénégal (39,1 %), au Burkina Faso (43,5 %), en Côte d'Ivoire (47,9 %), en Guinée (67,2 %), au Tchad (73,5 %), et au Mali (79,4 %).
Pour lutter contre ces violences, plusieurs associations se sont créées et ont mis en place des dispositions visant à aider les femmes victimes de violences. Entre 2020 et 2022, 7851 victimes de violences basées sur le genre ont trouvé refuge dans 23 centres d’écoute au Togo. Parmi elles, 1 802 femmes ont subi des violences économiques et ont besoin d’un soutien financier pour se réinsérer et entreprendre des activités génératrices de revenus. Pour les aider à se reconstruire à travers des activités génératrices de revenus, le ministère de l’Action sociale, de la Promotion de la femme et de l’Alphabétisation met en œuvre un projet de réinsertion socio-économique des femmes victimes de VBG (violences basées sur le genre). Des associations sont aussi créées, comme Cares, financé par la Commission européenne et qui vise à promouvoir l’équité et l’égalité de genre, l’autonomisation des femmes à tous les niveaux du processus de développement du Togo, ainsi que leur participation effective à la vie politique.

## Participation à la vie politique
La participation des femmes à la vie politique au Togo connaît des avancées à travers des textes législatifs visant à promouvoir l'égalité des sexes, telles que la loi sur la parité adoptée en 2015, la représentation politique des femmes reste relativement faible. Selon le rapport du Programme des Nations unies pour le développement (PNUD) de 2022, les femmes ne représentent que 19% des sièges au parlement. Pourtant, les femmes togolaises ont joué un rôle actif dans la mobilisation politique et la défense de leurs droits. Des mesures ont été prises pour encourager une plus grande participation des femmes à la vie politique, notamment la mise en place de quotas de genre dans les listes électorales et les organes de prise de décision. En outre, des programmes de sensibilisation et de renforcement des capacités ont été lancés pour encourager les femmes à se présenter aux élections et à occuper des postes de leadership même si des défis persistent, tels que les stéréotypes de genre, les obstacles socio-économiques et culturels, qui limitent l'accès des femmes aux sphères politiques.

## Figures féminines emblématiques

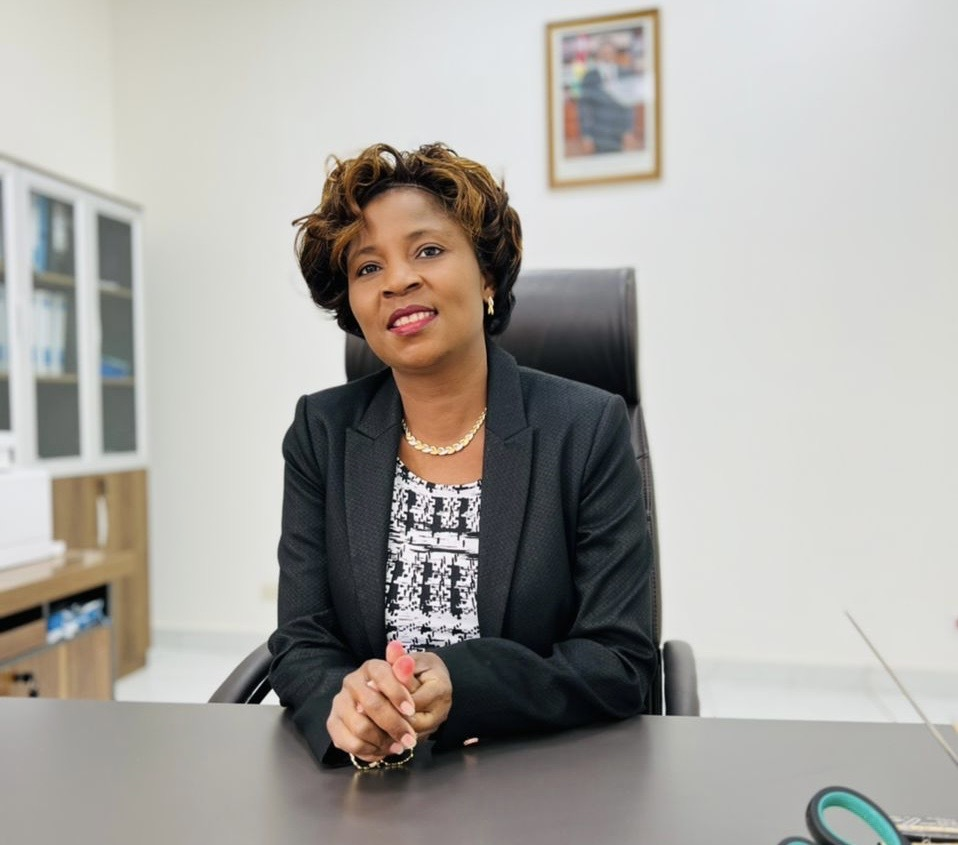
Ingrid A.Awade.

- Ingrid A.Awade.Ingrid Awadé : administratrice d’entreprises d’État et actuelle directrice générale de la Caisse nationale de sécurité sociale (CNSS) du Togo par décret présidentiel, elle gère  plusieurs entreprises togolaises[24]. C’est sous sa direction que la CNSS a amorcé sa transformation digitale avec la mise en place des services en ligne, la digitalisation des paiements des cotisations et la mise en place de Biosécu, le portail de contrôle de vie par reconnaissance faciale. Il faut noter aussi qu’en 2021, elle a été élue présidente du conseil d’administration de la Loterie nationale togolaise (LONATO), société chargée de la gestion des jeux de hasard au Togo. Elle a joué un rôle important dans l’avènement de l’Assurance maladie au Togo[25].
- Victoire Tomegah Dogbé : gestionnaire de formation, elle est la première femme à arriver à la tête du gouvernement[26]. Depuis 2020, elle est Première ministre de Faure Gnassingbé. C’est grâce à elle que le développement à la base et au sein des couches faibles est devenu une réalité au Togo[pas clair]. Elle est à l’origine de la construction de plusieurs marchés et d’espaces de promotion pour la culture et les femmes en particulier. Elle fait partie de la liste des 100 femmes noires inspirantes du XXIe siècle révélée par l’Association des femmes inspirantes en janvier 2024[25].
- Sandra Ablamba Johnson : ancienne conseillère de Faure Gnassingbé chargée de l’amélioration du climat des affaires, elle a gravi les échelons avec une première nomination en tant que secrétaire d’État, puis ministre déléguée responsable de la cellule présidentielle chargée du climat des affaires, puis ministre, secrétaire générale de la présidence de la République depuis octobre 2020[25]. Depuis février 2021, elle est également gouverneure du Togo auprès de la Banque mondiale[27].
- Cina Lawson : chargée du portefeuille de l'Économie numérique et de la Transformation digitale depuis 2020, elle a intégré le gouvernement en 2010, alors en tant que ministre des Postes et des Télécommunications[28]. Elle est considérée comme une des femmes les plus influentes du pays et est à l'origine de la création de nombreuses sociétés comme Togo Télécom et Togo Cellulaire en Togocom[25]
- Yawa Djigbodi Tségan : députée UNIR de Kloto-Kpélé et Première femme à la tête de l’Assemblée nationale togolaise depuis 2019[29]. Elle est aussi trésorière générale au sein du bureau national du grand parti Union pour la République (UNIR).
- Yawa Kouigan : ministre de la Communication et des Médias, porte-parole du Gouvernement par décret du président Faure Gnassingbé depuis septembre 2023[25]. Elle est aussi la première femme à être élue maire de la ville de Atakpamé en septembre 2019. Elle est engagée auprès des jeunes ainsi que sur les réseaux sociaux et particulièrement Twitter, où elle met en avant les jeunes talents et initiatives valorisant le Togo[30]. Son engagement est marqué par des projets importants, tels que la construction d’écoles, d’hôpitaux et d’infrastructures routières, améliorant ainsi la qualité de vie des habitants de sa ville[25].
- Abira Bonfoh : diplômée en Banque & Finance, experte en ingénierie financière, en passation de marchés publics et marchés pétroliers, elle est également la présidente de la Chambre de commerce bilatérale Togo-République démocratique du Congo (CCT RDC), membre du réseau Women Working For Change et membre du conseil consultatif mondial du G100[25].
- Véronique Massan Osséyi, magistrate, femme politique et juriste togolaise.

## Luttes féministes
Les femmes togolaises ont joué un rôle central des les luttes féministes au Togo par leur une histoire variée étroitement liée aux mouvements sociaux et politiques du pays. 
Depuis des décennies, initiatives féministes ont œuvré pour faire entendre leur voix, défendre leurs droits et transformer les normes sociales et culturelles discriminatoires. Les initiatives féministes au Togo ont pris diverses formes, allant de la mobilisation politique à la sensibilisation communautaire à travers les organisations de la société civile. Le Collectif des Associations Féminines du Togo (CAFT), l'Association des Femmes Juristes du Togo (AFJT) et le Réseau des Femmes Africaines Ministres et Parlementaires-Togo (REFAMP-Togo) jouent un rôle crucial dans la promotion des droits des femmes et la lutte contre les discriminations de genre. Les Négresses féministes sont une initiative de femmes en faveur de l’élimination des violences faites aux femmes et aux filles.